# Linda Kisabaka
Linda Kisabaka (ur. 9 kwietnia 1969 w Wuppertalu) – niemiecka lekkoatletka, specjalizująca się w biegach sprinterskich i średniodystansowych oraz płotkarskich, dwukrotna uczestniczka letnich igrzysk olimpijskich (Barcelona 1992, Atlanta 1996), brązowa medalistka olimpijska z Atlanty w biegu sztafetowym 4 × 400 metrów. W czasie swojej kariery reprezentowała również Republikę Federalną Niemiec.

## Sukcesy sportowe
- czterokrotna medalistka mistrzostw Niemiec w biegu na 400 metrów – dwukrotnie srebrna (1989, 1992) oraz dwukrotnie brązowa (1990, 1995)[1]
- czterokrotna medalistka mistrzostw Niemiec w biegu na 800 metrów – dwukrotnie złota (1996, 1997), srebrna (1999) oraz brązowa (2000)[2]
- brązowa medalistka mistrzostw Niemiec w biegu na 400 metrów przez płotki – 1993[3]
- złota medalistka mistrzostw Niemiec w sztafecie 4 × 400 metrów – 1996[4]
- pięciokrotna medalistka halowych mistrzostw Niemiec w biegu na 400 metrów – dwukrotnie złota (1990, 1995), srebrna (1994) oraz dwukrotnie brązowa (1989, 1992)[5]
- srebrna medalistka halowych mistrzostw Niemiec w biegu na 800 metrów – 2000[6]

| Rok  | Miasto     | Zawody                      | Konkurencja                      | Wynik                       |
| ---- | ---------- | --------------------------- | -------------------------------- | --------------------------- |
| 1987 | Birmingham | Mistrzostwa Europy juniorów | sztafeta 4 × 400 m bieg na 400 m | srebrny medal brązowy medal |
| 1992 | Barcelona  | Igrzyska olimpijskie        | sztafeta 4 × 400 m               | 6. miejsce                  |
| 1993 | Stuttgart  | Mistrzostwa świata          | sztafeta 4 × 400 m               | 5. miejsce                  |
| 1995 | Göteborg   | Mistrzostwa świata          | sztafeta 4 × 400 m               | 4. miejsce                  |
| 1996 | Atlanta    | Igrzyska olimpijskie        | sztafeta 4 × 400 m               | brązowy medal               |

## Rekordy życiowe
- bieg na 400 metrów (stadion) – 51,16 – Kolonia 16/08/1996
- bieg na 400 metrów (hala) – 52,40 – Stuttgart 05/02/1995
- bieg na 800 metrów (stadion) – 1:58,24 – Zurych 14/08/1996
- bieg na 800 metrów (hala) – 2:01,90 – Sindelfingen 13/02/2000
- bieg na 400 metrów przez płotki (stadion) – 56,51 – Kolonia 01/08/1993